# 十字架降架 (ルーベンス、1618年)
『十字架降架』（じゅうじかこうか、露: Снятие с креста、英: The Descent from the Cross）は、フランドルのバロック期の巨匠ピーテル・パウル・ルーベンスと工房が1617-1618年にキャンバス上に油彩で描いた絵画である。 絵画の主題は、『新約聖書』の「マタイによる福音書」(27: 57-59)、「マルコによる福音書」 (15: 42-46)、「ルカによる福音書」 (23: 50-54)、ヨハネによる福音書」 (19:38-40) から採られている。
本作は、アントウェルペン近くのリールにあるカプチン会派の教会の高祭壇のために委嘱され、同教会の礼拝堂に掛けられていたが、フランス革命中の1794年のフランス軍侵攻の際には修道僧たちによって隠された。次いで、マルメゾン城のジョゼフィーヌ・ド・ボアルネのコレクションに記録されている。1814年に、この絵画は彼女のコレクションとともとにサンクトペテルブルクのエルミタージュ美術館により購入され、現在、同美術館に展示されている。

## 作品

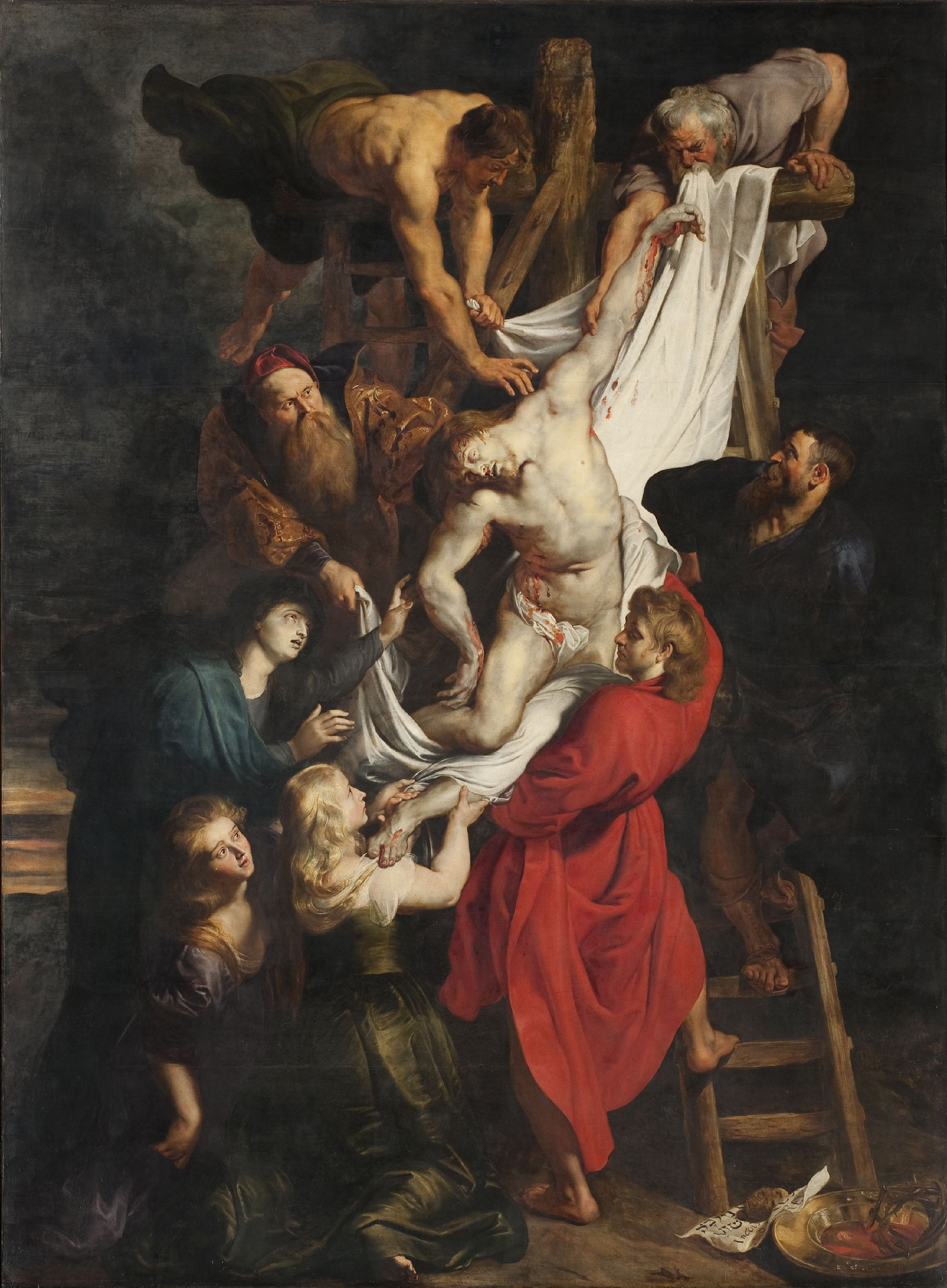
ピーテル・パウル・ルーベンス『キリスト降架』(1612年)、聖母大聖堂 (アントウェルペン)

敬虔なカトリック教徒であったルーベンスは、対抗宗教改革を推進するアントウェルペンのカトリック教会のために数多くの宗教画を描いた。中でも、1612年に『キリスト降架』 (聖母大聖堂、アントウェルペン) で成功を収めて以降、弟子たちとともに何点か同主題作を制作した。本作はそのうち最後の1点で、最も簡潔なものである。通常とは異なり、風景の背景は描かれておらず、十字架以外にイエス・キリストの「受難」を象徴する釘、いばらの冠も見られない。
本作の構図は、アントウェルペンの『キリスト降架』とは大きな変貌を遂げている。アントウェルペンの作品では画面上部右側から下部左側へ伸びる1本の対角線上に人物たちの動きが従属させられているが、エルミタージュ美術館の本作では聖アンデレのX型の十字架のように2本の対角線がある。すなわち、1本の対角線はキリストの身体の位置により形づくられ、もう1本の対角線は十字架のはしご段と赤い衣服の福音記者ヨハネ (上部右側) によって形作られており、それら2本の対角線の間には均衡がある。
また、本作はアントウェルペンの作品より登場人物の数を減らし、キリストの身体を大きくすることで、キリストと彼の仲間たちに焦点を当てている。キリストはまだ絶命していないのか、半ば目を開け、身体も弓なりの緩やかな線を描いて、アントウェルペンの作品と比べると悲壮感は少しやわらげられている。
キリスト以外には、「福音書」で直接に触れられている人物のみが見いだされる。キリストの身体はニコデモ (上部左側)、アリマタヤのヨセフ (最上部)、若い聖ヨハネに支えられている。左側で息子を最後に抱く聖母マリアは、キリスト教の諦念の美徳を象徴する。右側のマグダラのマリアはひざまずいており、悔悛を擬人化した存在である。それぞれの人物の情感は共通の悲しみによって統一されているが、それはキリストの自己犠牲の必要性と不可欠性を強調したいという画家ルーベンスの願望によるものである。
一方で、画面には様々な部分の不調和な仕上げと色彩の表現力の欠如が認められ、ルーベンスの弟子、なかでもアンソニー・ヴァン・ダイクが制作に関わっていると推測される。美術史家のM. Y. ワルシャフスカヤ (Varshavskaya) は、ヴァン・ダイクの技法をキリストとアリマタヤのヨセフの姿に見てとっている。
なお、本作のための2点の準備素描が残されており、1点はEV・ソー (Thaw) のコレクションに、もう1点はボストン美術館に所蔵されている。